# Coffea
Los cafetos (Coffea) son un género que contiene en torno a cien taxones específicos e infraespecíficos aceptados, de los casi 400 descritos de plantas de la familia de las rubiáceas, nativas del sur de Asia y el África subtropical. Se cultivan extensamente por sus semillas que se emplean, molidas y tostadas, para la elaboración del café, una bebida estimulante; la popularidad de este hace que la importancia económica del cafeto sea extraordinaria, siendo uno de los productos vegetales más importantes del mercado global. Un cafetal es un terreno con población de cafetos.

## Etimología
El nombre vulgar de la planta: café, procede del italiano caffè y este de la región central etíope llamada históricamente Kaffa o Caffa donde se dice que los monjes cristianos coptos bebían la infusión de las plantas de Coffea para mantenerse despiertos. Esto de ningún modo contradice a la versión dada por el DRAE según la cual la palabra café derivaría de la italiana caffe, y esta del turco otomano kahve, y esta del árabe clásico qahwah ya que qahwah puede ser la denominación arábiga de la región histórica etíope de Kaffa o Caffa.

## Descripción

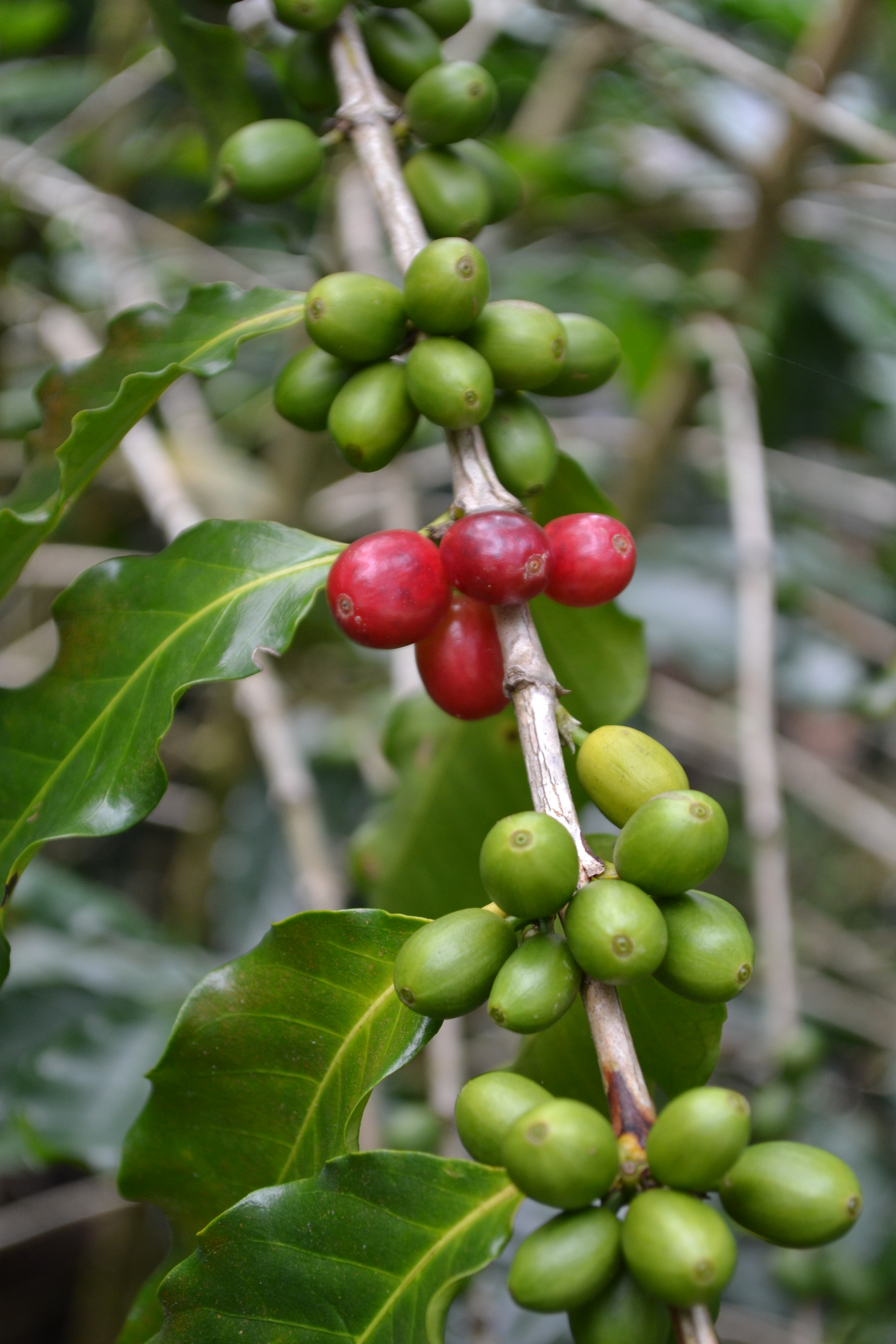
Planta de Cafeto.

El cafeto es un arbusto o árbol pequeño, perennifolio, de fuste recto que puede alcanzar los 10 metros en estado silvestre; en los cultivos se los mantiene normalmente en tamaño más reducido, alrededor de 3 metros. Las hojas son elípticas, oscuras y coriáceas. Florece a partir del tercer o cuarto año de crecimiento, produciendo inflorescencias axilares, fragantes, de color blanco o rosáceo; algunas especies, en especial Coffea arabica, son capaces de autofertilización, mientras que otras, como Coffea robusta, son polinizadas por insectos; y es resultado de hibridación entre C. canephora y C. eugenioides. El fruto es una drupa, que se desarrolla en unas 15 semanas a partir de la floración; el endospermo comienza a desarrollarse a partir de la duodécima semana, y acumulará materia sólida en el curso de varios meses, atrayendo casi la totalidad de la energía producida por la fotosíntesis. El mesocarpio forma una pulpa dulce y aromática, de color rojizo, que madura en unas 35 semanas desde la floración.

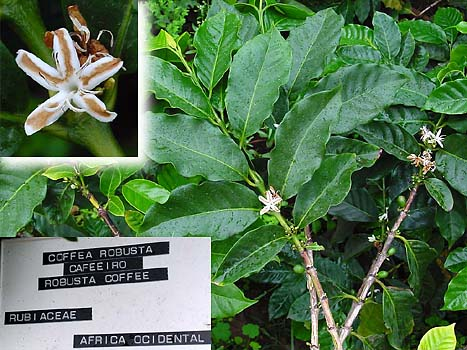
C. robusta

## Cultivo
El cafeto requiere mucha humedad para dar fruto; prefiere los terrenos altos, y no es resistente a las heladas. La especie C. arabica es la más exigente en cuanto a condiciones climáticas y fertilidad del suelo; aunque es la que produce mejor fruto, se la reemplaza, habitualmente por C. robusta, cuando las condiciones no son óptimas. En una situación favorable, el cafeto produce fruto durante 50 o 60 años, con un rendimiento de 800 a 1400 kg por hectárea. Se estima que la producción mundial proviene de unos 15 mil millones de ejemplares, ocupando más de 100.000 km² de plantaciones.

### Agrosistemas cafetaleros
Los cultivos de café con sombra son ecosistemas complejos que requieren una comprensión más profunda de su función y servicios ambientales. Algunas de estas funciones son similares a las de los ecosistemas forestales, y la biodiversidad que albergan es de gran importancia. En particular, los mamíferos desempeñan un papel crucial en estos agroecosistemas al controlar la abundancia y composición de la vegetación, contribuir a la dispersión de semillas, reciclar nutrientes y mantener el suelo mediante excavación y aireación.
Una investigación publicada en la revista UNED Journal Research en 2024 tuvo como objetivo identificar el papel de los mamíferos silvestres en la dispersión de semillas y en la cadena alimentaria dentro de los agroecosistemas cafetaleros de Costa Rica. Se identificaron 19 especies de mamíferos. Se observó que individuos de la especie Heteromys salvini utilizan los frutos del café como alimento. Además, se registró que Echinosciurus variegatoides, Didelphis marsupialis y Philander melanurus se alimentan de la vegetación local. Dasyprocta punctata mostró la mayor cantidad de datos sobre dieta. También se encontraron restos de un escarabajo en las heces de Procyon lotor, y se observó a un individuo de Eira barbara persiguiendo a un individuo de Dasyprocta punctata.
Estos resultados concluyen que los agroecosistemas cafetaleros proporcionan alimento a los mamíferos silvestres, y que estos mamíferos contribuyen al ecosistema cafetalero como dispersores de semillas y reguladores de población.

## Procedencia
El cafeto probablemente se haya originado en la actual Etiopía, aunque otros estudios señalan a Yemen.[cita requerida] El café se hizo popular alrededor del siglo XIII como bebida estimulante, posiblemente a raíz de la prohibición islámica contra las bebidas alcohólicas.[cita requerida] Durante varios siglos su cultivo fue conservado en secreto; la primera descripción del arbusto data de 1583, por parte del botánico alemán Leonhard Rauwolf. Poco después, en 1650, se introdujo su cultivo en la India a través de un peregrino de vuelta de La Meca con un puñado de planteles[cita requerida].
Los colonos europeos difundieron la planta en América para proveer a la creciente demanda en Europa. Aunque se ensayaron sustitutos, como la raíz de achicoria (Cichorium intybus) para suplir en parte la necesidad de importación, la demanda no dejó de aumentar. Hoy las fuentes principales de producción son Colombia, Honduras, Nicaragua, El Salvador, Vietnam, Brasil, Guatemala, India, Indonesia, México, Perú y Bolivia.

## Taxones aceptados
- ver: Anexo:Especies de Coffea y lista completa de los taxones del género Coffea, con sinonimías, en .